# ماريا غراتسيا بوتشيلا
ماريا غراتسيا بوتشيلا (بالإيطالية: Maria Grazia Buccella)‏ (ولدت في 15 أغسطس 1940) عارضة أزياء وممثلة إيطالية عرفت بظهروها في فيلم جيش برانكاليون (1966)، فيلم جياكومو كازانوفا: الطفولة والمراهقة (1969) فيلم فيلا ريديس (1968).

## روابط خارجية
- ماريا غراتسيا بوتشيلا على موقع IMDb (الإنجليزية)
- ماريا غراتسيا بوتشيلا على موقع روتن توميتوز (الإنجليزية)
- ماريا غراتسيا بوتشيلا على موقع ألو سيني (الفرنسية)
- ماريا غراتسيا بوتشيلا على موقع ميوزك برينز (الإنجليزية)
- ماريا غراتسيا بوتشيلا على موقع أول موفي (الإنجليزية)
- ماريا غراتسيا بوتشيلا على موقع قاعدة بيانات الأفلام السويدية (السويدية)
- ماريا غراتسيا بوتشيلا على موقع ديسكوغز (الإنجليزية)
- ماريا غراتسيا بوتشيلا على موقع قاعدة بيانات الفيلم (الإنجليزية)
- ماريا غراتسيا بوتشيلا على موقع كينوبويسك (الروسية)